# Кусін (Словаччина)

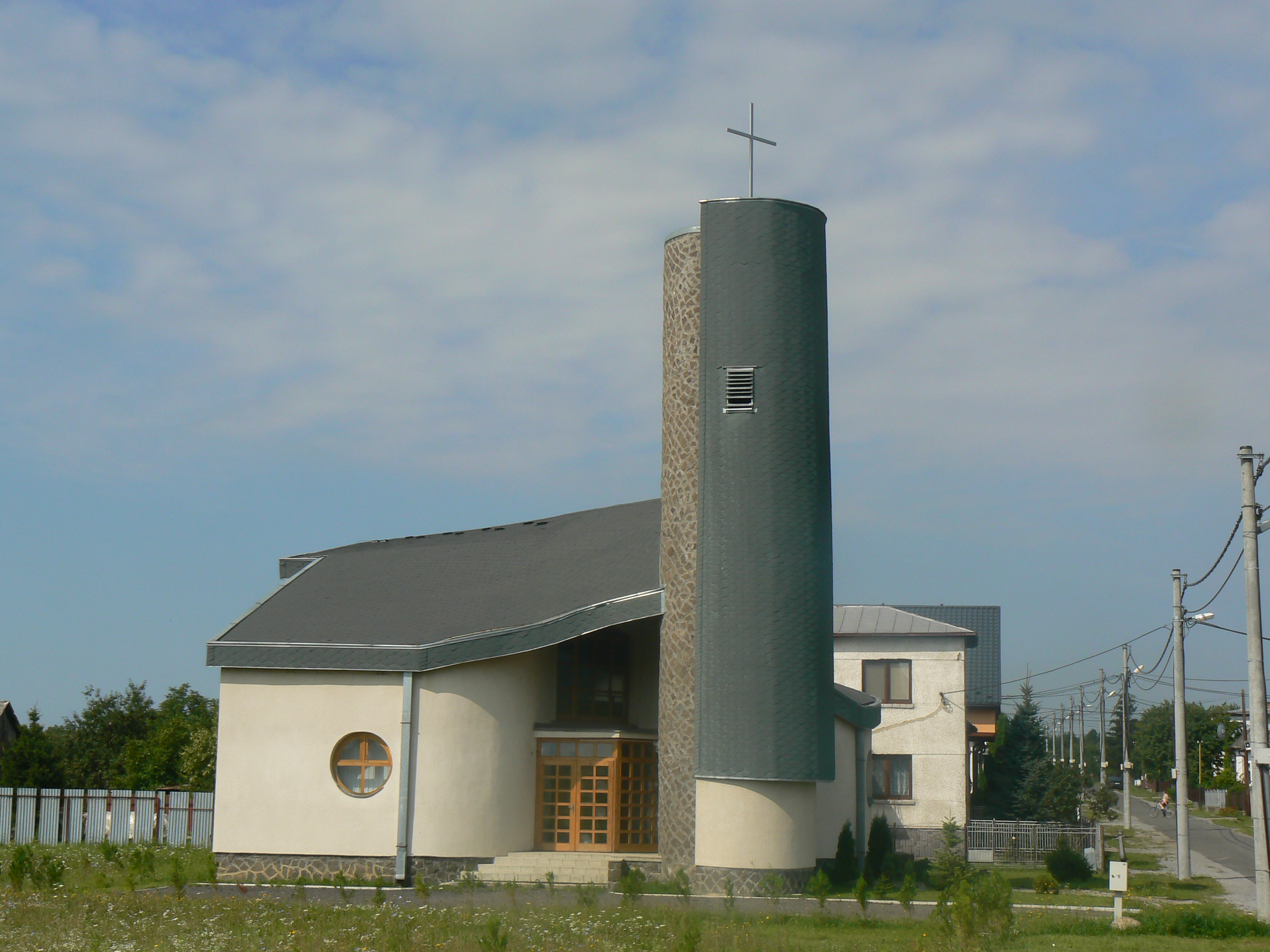

Кусін або Кусин (словац. Kusín) — село, громада в окрузі Михайлівці, Кошицький край, Словаччина. Село розташоване на висоті 116 м над рівнем моря. Населення — 365 чол. Вперше згадується в 1418 році. В селі є бібліотека та футбольне поле.

## Географія
Протікає річка Кусін.

## Населення
| Рік:            | 1994. | 2004.   | 2014.   | 2024.   |
| --------------- | ----- | ------- | ------- | ------- |
| Кількість осіб: | 362   | 363     | 338     | 355     |
| Різниця:        |       | +0,27 % | -6,88 % | +5,02 % |

| Рік:            | 2023. | 2024.   |
| --------------- | ----- | ------- |
| Кількість осіб: | 364   | 355     |
| Різниця:        |       | -2,47 % |

## Пам'ятки
У селі є греко-католицька церква зіслання Святого Духа з 1865 року в стилі бароко-класицизму та римо-католицький костел.